# رد کلیفس (ویکتوریا)
رد کلیفس (به انگلیسی: Red Cliffs) یک شهرک در استرالیا است که در ویکتوریا (استرالیا) واقع شده‌است.